# 栃木県道313号渡良瀬遊水地壬生自転車道線

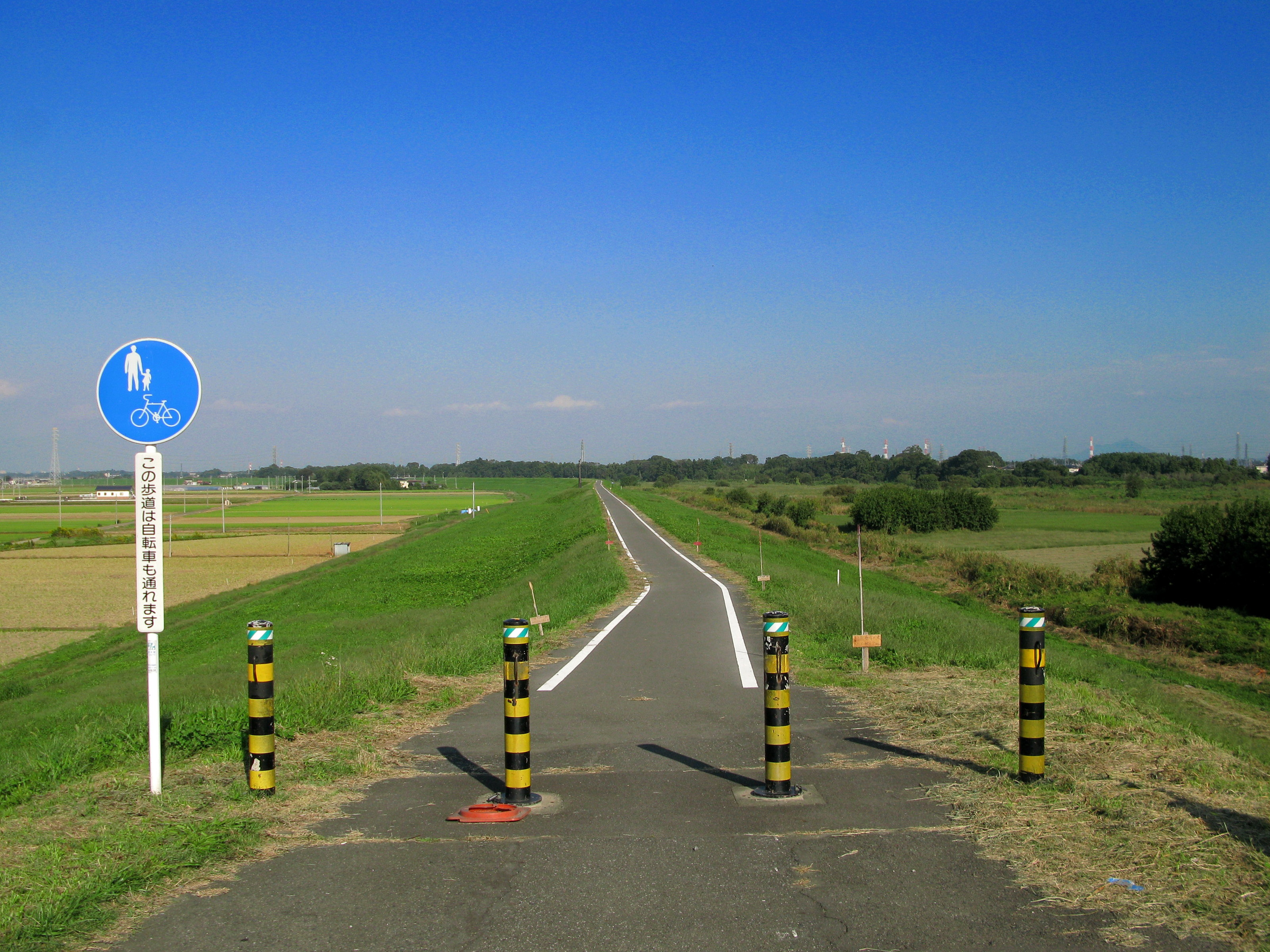
野木町友沼地区、松原大橋付近（2012年10月）

栃木県道313号渡良瀬遊水地壬生自転車道線（とちぎけんどう313ごう わたらせゆうすいちみぶじてんしゃどうせん）は、栃木県下都賀郡野木町大字友沼と下都賀郡壬生町大字壬生を結ぶ県道（一般県道・自転車道）である。

## 概要
完成すれば下都賀郡野木町大字友沼（渡良瀬遊水地北）より主に思川、黒川の堤防上を通り同郡壬生町大字壬生へ至る自転車道である。整備が始まってから20年以上が経つが、未だ3分の1程度しか整備されておらず、完成は未定である。

## 路線データ
- 総延長：26.1km
- 実延長：7.739km[1]
- 起点：栃木県下都賀郡野木町大字友沼
- 終点：栃木県下都賀郡壬生町大字壬生
- 認定：1981年（昭和56年）

## 通過する自治体
- 栃木県
  - 下都賀郡野木町 - 小山市 - 下野市 - 栃木市 - 下都賀郡壬生町

## 交差する道路
| 交差する道路                            | 交差する場所 | 交差する場所 | 交差する場所     | 備考                                                    |
| --------------------------------------- | ------------ | ------------ | ---------------- | ------------------------------------------------------- |
| 栃木県道50号藤岡乙女線                  | 小山市       | 網戸         | -                | 小山市網戸 - 小山市乙女間（乙女大橋上）は県道50号と重複 |
| 栃木県道50号藤岡乙女線                  | 小山市       | 乙女         | -                | 小山市網戸 - 小山市乙女間（乙女大橋上）は県道50号と重複 |
| 栃木県道160号和泉間々田線               | 小山市       | 間々田       | -                |                                                         |
| 小山市間々田 - 小山市神鳥谷間未開通     |              |              |                  |                                                         |
| 栃木県道31号栃木小山線                  | 小山市       | 小山         | -                |                                                         |
| 小山市渋井 - 小山市喜沢間未開通         |              |              |                  |                                                         |
| 栃木県道33号小山環状線                  | 小山市       | 黒本         | -                | 小山市黒本 - 壬生町壬生乙間は県道33号・県道18号と重複   |
| 栃木県道18号小山壬生線                  | 小山市       | 黒本         | 羽川西小前交差点 | 小山市黒本 - 壬生町壬生乙間は県道33号・県道18号と重複   |
| 栃木県道44号栃木二宮線                  | 下野市       | 国分寺       | 花見ヶ岡交差点   | 小山市黒本 - 壬生町壬生乙間は県道33号・県道18号と重複   |
| 壬生町壬生乙 - 壬生町通町間未開通       |              |              |                  |                                                         |
| 〈壬生通り〉（日光西街道・旧国道352号） | 壬生町       | 壬生         | -                |                                                         |

## 重複区間
- 栃木県道50号 - 乙女大橋
- 栃木県道33号 - 小山市黒本 - 同羽川西小前交差点
- 栃木県道18号 - 小山市黒本羽川西小前交差点 - 下都賀郡壬生町壬生乙

## 別名
- 黒川思川自転車道